# Římskokatolická farnost Roseč
Římskokatolická farnost Roseč je zaniklým územním společenstvím římských katolíků v rámci jindřichohradeckého vikariátu českobudějovické diecéze. Farnost zanikla 31. prosince 2019, jejím právním nástupcem je proboštství Jindřichův Hradec.

## O farnosti

### Historie
Farnost byla založená v roce 1785 při původně renesančním kostele ze 16. toletí, který byl do té doby filiální k farnosti Stráž nad Nežárkou. Barokní přestavba kostela proběhla na sklonku 18. století. K roku 1862 zahrnovalo území farnosti lokality 	Hatín, Holenský Dvůr, Jemčina, Políkno, Polště, Ratiboř, Roseč a Stajka.
Ve 20. století přestal být do farnosti ustanovován sídelní duchovní správce.

### Současnost
V bývalém farním kostele svatého Šimona a Judy a svaté Anny se bohoslužby konají dle ohlášek zveřejňovaných na stránkách jindřichohradeckého proboštství.